# Native
| Совокупная оценка       | Совокупная оценка |
| Источник                | Оценка            |
| ----------------------- | ----------------- |
| Metacritic              | (70/100)          |
| Оценки критиков         |                   |
| Источник                | Оценка            |
| Allmusic                | [ 2 ]             |
| Daily Star              | 8/10              |
| Entertainment Weekly    | A-                |
| Highlight Magazine      | [ 5 ]             |
| Idolator                | [ 6 ]             |
| Knoxville News Sentinel | [ 7 ]             |
| musicOMH                | [ 8 ]             |
| PopCrush                | [ 9 ]             |
| Rolling Stone           | [ 10 ]            |
| USA Today               | [ 11 ]            |

Native — третий студийный альбом американской поп-рок группы OneRepublic, релиз которого состоялся 25 марта 2013 года.

## Об альбоме
4 февраля 2012 OneRepublic официально объявили в Твиттере о том, что начали работу над своим третьим студийным альбомом и планируют выпустить его осенью 2012. Они заявили, что новому альбому будет предшествовать главный сингл, который выйдет в апреле-мае 2012. В марте 2012 новый трек под названием «Life in Color» использовался в рекламе духов Ральфа Лорена, предшествовавшей выходу его коллекции женских духов Big Pony. Это второй случай, когда трек OneRepublic был использован в рекламе Ральфа Лорена. Первым был «Secrets», который использовался для рекламы мужской коллекции Big Pony в 2011. 5 апреля 2012 группа сообщила в Твиттере, что они больше всего уверены в треках «What U Wanted», «Burning Bridges», и «If I Lose Myself». Также они подтвердили, что трек «Life in Color» может быть выпущен как сингл в будущем, однако он не будет главным синглом альбома. Вместо него главным синглом может стать «Feel Again».
6 июля 2012 OneRepublic подтвердили, что выбрали в качестве главного сингла альбома трек «Feel Again». «Feel Again» был впервые представлен в живом исполнении 10 августа 2012 на телешоу Good Morning America, и был запущен в трансляцию в США 22 августа 2012. 27 августа 2012 этот трек стал доступен для скачивания вместе с клипом на следующий день. Второй сингл «If I Lose Myself» стал доступен для скачивания 8 января 2013 года. Песню «What You Wanted» можно услышать на сайте interscope.com, собрав пазл из текста этой песни.

## Список композиций
1. Counting Stars — 4:17
2. If I Lose Myself — 4:01
3. Feel Again — 3:05
4. What You Wanted — 4:01
5. I Lived — 3:54
6. Light It Up — 4:10
7. Can’t Stop — 4:09
8. Au Revoir — 4:50
9. Burning Bridges — 4:17
10. Something I Need — 4:01
11. Preacher — 4:08
12. Don’t Look Down — 1:39
Deluxe Version
13. Something’s Gotta Give — 4:51
14. Life In Color — 3:22
15. If I Lose Myself (Acoustic) — 3:50
16. What You Wanted (Acoustic) — 3:23
17. Burning Bridges (Acoustic) — 4:35
18. Love Runs Out — 4:03